# La Neuveville-sous-Châtenois
Pour les articles homonymes, voir Laneuveville.
La Neuveville-sous-Châtenois est une commune française située dans le département des Vosges en région Grand Est.
Ses habitants sont appelés les Novavillois.

## Géographie

### Localisation
La Neuveville, Nova Villa, (bâti au pied du village du "Haut du Mont" qui ne se releva pas de ses ruines après sa destruction par les Hongrois au Xe siècle) s'implanta en partie sur la route de Châtenois (à l'ouest), et en partie sur une hauteur dominant le Vair, formant ainsi à l'origine deux hameaux bien distincts.
La Neuveville est bordée à l'est par le Vair, séparant le village de celui de Houécourt, et à l'ouest par l'autoroute A31 à laquelle elle n'a pas accès directement.
| Châtenois                |                              | Houécourt        |
| Longchamp-sous-Châtenois | La Neuveville-sous-Châtenois |                  |
| Sandaucourt              |                              | Dombrot-sur-Vair |

### Géologie et relief
La commune se compose de 35,29 hectares de territoires artificialisés (4,74 %), 618,12 hectares de territoires agricoles (82,97 %) et 91,70 hectares de forêts et milieux semi-naturels (12,31 %).
Espaces naturels :
- zone naturelle d'intérêt écologique, faunistique et floristique (Znieff) :

Pays de Neufchâteau.

### Hydrographie et les eaux souterraines
Hydrogéologie et climatologie : Système d’information pour la gestion des eaux souterraines du bassin Rhin-Meuse :
Territoire communal : Occupation du sol (Corinne Land Cover); Cours d'eau (BD Carthage),
Géologie : Carte géologique; Coupes géologiques et techniques,
 Hydrogéologie : Masses d'eau souterraine; BD Lisa; Cartes piézométriques.
La commune est située dans le bassin versant de la Meuse au sein du bassin Rhin-Meuse. Elle est drainée par le Vair, le ruisseau de Bassompre, le ruisseau de Nievel, le ruisseau de Sandaucourt et le ruisseau des Aulnes,.
Le Vair, d'une longueur totale de 65,3 km, prend sa source dans la commune de Dombrot-le-Sec et se jette dans la Meuse à Maxey-sur-Meuse, en limite avec Greux, après avoir traversé 23 communes.

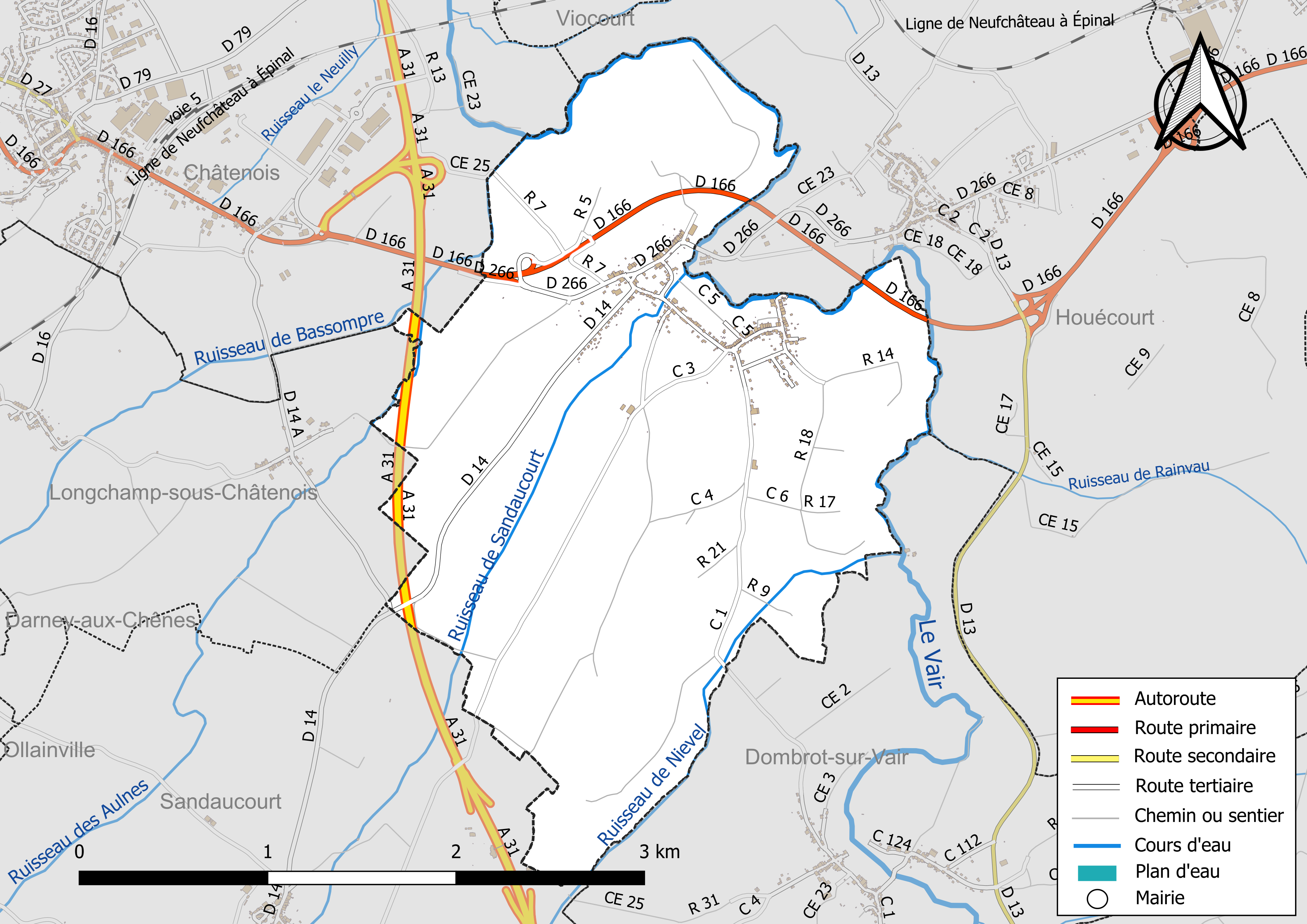
Réseaux hydrographique et routier de la Neuveville-sous-Châtenois.

La qualité des eaux de baignade et des cours d’eau peut être consultée sur un site dédié géré par les agences de l’eau et l’Agence française pour la biodiversité.

### Climat
Pour des articles plus généraux, voir Climat du Grand Est et Climat des Vosges.
En 2010, le climat de la commune est de type climat des marges montargnardes, selon une étude du Centre national de la recherche scientifique s'appuyant sur une série de données couvrant la période 1971-2000. En 2020, Météo-France publie une typologie des climats de la France métropolitaine dans laquelle la commune est exposée à un climat océanique altéré et est dans la région climatique  Lorraine, plateau de Langres, Morvan, caractérisée par un hiver rude (1,5 °C), des vents modérés et des brouillards fréquents en automne et hiver.
Pour la période 1971-2000, la température annuelle moyenne est de 9,5 °C, avec une amplitude thermique annuelle de 16,8 °C. Le cumul annuel moyen de précipitations est de 889 mm, avec 13 jours de précipitations en janvier et 9,4 jours en juillet. Pour la période 1991-2020, la température moyenne annuelle observée sur la station météorologique de Météo-France la plus proche, « Rollainville », sur la commune de Rollainville à 13 km à vol d'oiseau, est de 10,3 °C et le cumul annuel moyen de précipitations est de 860,3 mm. 
La température maximale relevée sur cette station est de 39,6 °C, atteinte le 25 juillet 2019 ; la température minimale est de −18,2 °C, atteinte le 20 décembre 2009,,.
Les paramètres climatiques de la commune ont été estimés pour le milieu du siècle (2041-2070) selon différents scénarios d'émission de gaz à effet de serre à partir des nouvelles projections climatiques de référence DRIAS-2020. Ils sont consultables sur un site dédié publié par Météo-France en novembre 2022.

## Urbanisme

### Typologie
Au 1er janvier 2024, La Neuveville-sous-Châtenois est catégorisée commune rurale à habitat dispersé, selon la nouvelle grille communale de densité à sept niveaux définie par l'Insee en 2022.
Elle est située hors unité urbaine. Par ailleurs la commune fait partie de l'aire d'attraction de Neufchâteau, dont elle est une commune de la couronne,. Cette aire, qui regroupe 72 communes, est catégorisée dans les aires de moins de 50 000 habitants,.

### Occupation des sols
L'occupation des sols de la commune, telle qu'elle ressort de la base de données européenne d’occupation biophysique des sols Corine Land Cover (CLC), est marquée par l'importance des territoires agricoles (82,9 % en 2018), une proportion identique à celle de 1990 (82,9 %). La répartition détaillée en 2018 est la suivante : 
prairies (56,2 %), terres arables (18,3 %), forêts (12,5 %), zones agricoles hétérogènes (8,3 %), zones urbanisées (4,3 %), zones industrielles ou commerciales et réseaux de communication (0,4 %). L'évolution de l’occupation des sols de la commune et de ses infrastructures peut être observée sur les différentes représentations cartographiques du territoire : la carte de Cassini (XVIIIe siècle), la carte d'état-major (1820-1866) et les cartes ou photos aériennes de l'IGN pour la période actuelle (1950 à aujourd'hui).

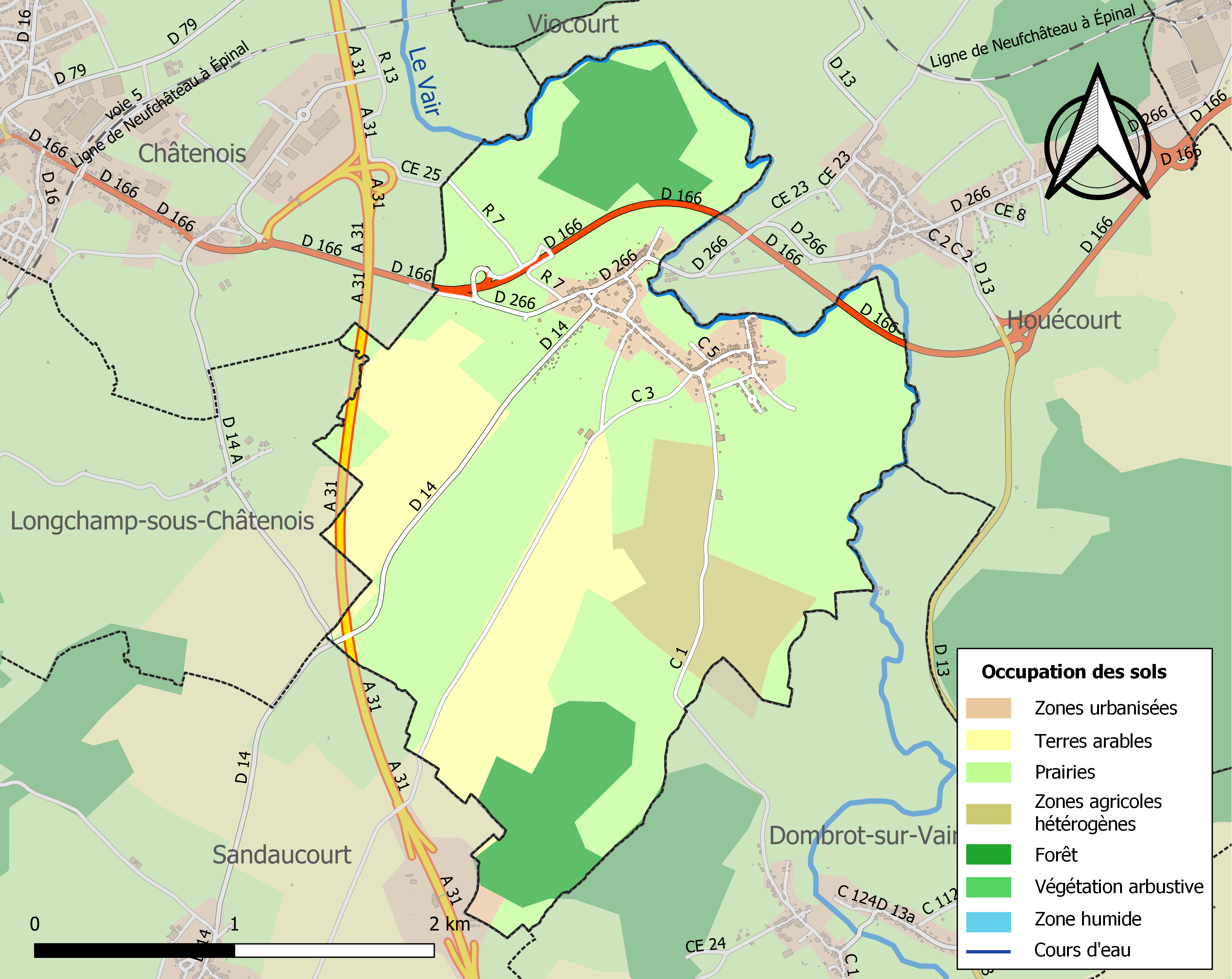
Carte des infrastructures et de l'occupation des sols de la commune en 2018 (CLC).

### Voies de communications et transports

#### Voies routières
- A31 (aussi appelée autoroute de Lorraine-Bourgogne). Échangeurs Châtenois, Bulgnéville, Robécourt[18].

#### Transports en commun

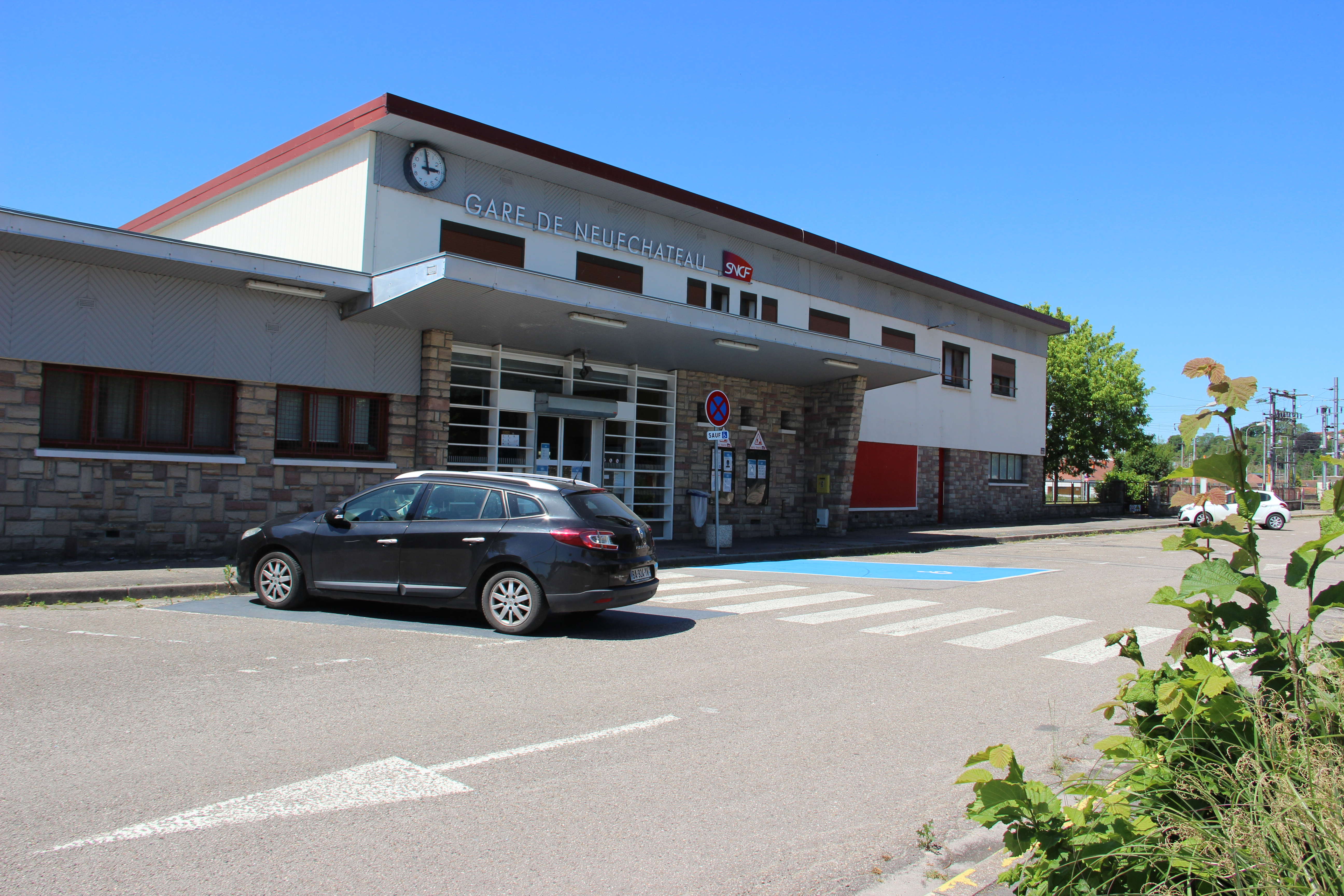
Gare de Neufchâteau.

- Fluo Grand Est.

#### Lignes SNCF
- Gare de Neufchâteau.
- Gare de Vittel.
- Gare de Contrexéville.

#### Transports aériens
- L'Aéroport d'Épinal-Mirecourt « Vosges Aéroport ».

À partir de l'été 2021, l’aéroport d’Épinal-Mirecourt est devenu le "pélicandrome" de la Zone Est et servira ainsi de base de ravitaillement et d’intervention pour les avions bombardiers d’eau connus sous le nom de Dash 8.
- Aéroport de Nancy-Essey.
- Aérodrome de Langres - Rolampont.

## Politique et administration
| Période                                  | Période   | Identité                 | Étiquette | Qualité                               |
| ---------------------------------------- | --------- | ------------------------ | --------- | ------------------------------------- |
| Les données manquantes sont à compléter. |           |                          |           |                                       |
| 1953                                     | mars 1965 | André Couval             |           |                                       |
| mars 1965                                | mars 1971 | Edmond Defer             |           |                                       |
| mars 1971                                | mars 1977 | Louis Maillard           |           |                                       |
| mars 1977                                | mars 2001 | Aimé Thirion (1927-2016) |           | Exploitant agricole                   |
| mars 2001                                | 2020      | Gilbert Defer            |           | Exploitant agricole                   |
| 2020                                     | En cours  | Nadine Henry             |           | Ouvrière qualifiée de type industriel |

### Budget et fiscalité 2023

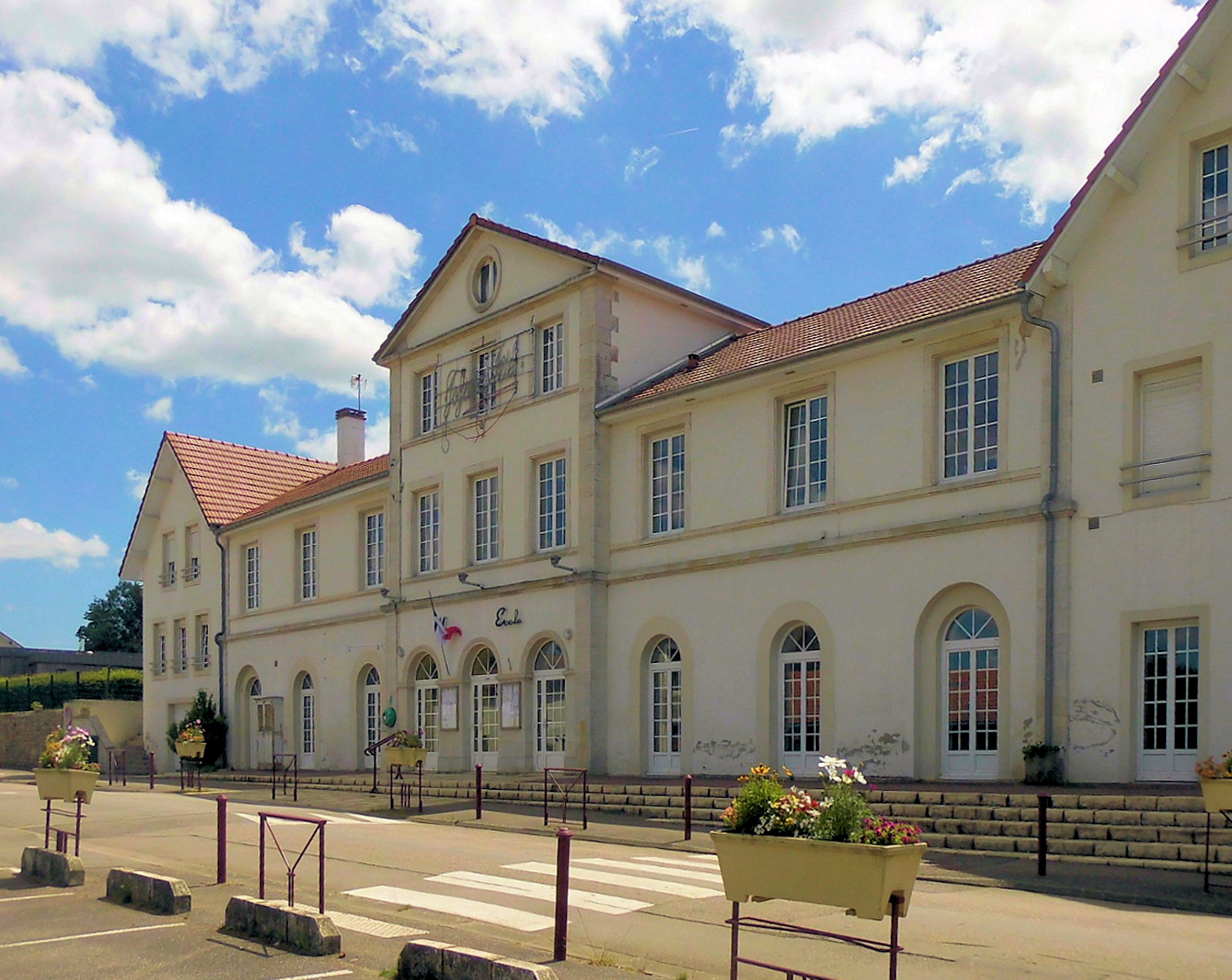
La mairie-école.

En 2023, le budget de la commune était constitué ainsi :
- total des produits de fonctionnement : 224 000 €, soit 579 € par habitant ;
- total des charges de fonctionnement : 222 000 €, soit 575 € par habitant ;
- total des ressources d'investissement : 30 000 €, soit 77 € par habitant ;
- total des emplois d'investissement : 75 000 €, soit 195 € par habitant ;
- endettement : 271 000 €, soit 700 € par habitant.

Avec les taux de fiscalité suivants :
- taxe d'habitation : 18,76 % ;
- taxe foncière sur les propriétés bâties : 37,24 % ;
- taxe foncière sur les propriétés non bâties : 18,20 % ;
- taxe additionnelle à la taxe foncière sur les propriétés non bâties : 0,00 % ;
- cotisation foncière des entreprises : 0,00 %.

Chiffres clés Revenus et pauvreté des ménages en 2021 : médiane en 2021 du revenu disponible, par unité de consommation : 22 320 €.

## Économie

### Entreprises et commerces

#### Agriculture
- Culture et élevage associés.
- Culture de céréales, de légumineuses et de graines oléagineuses
- Élevage d'autres bovins et de buffles.

#### Tourisme
- Hébergements et restauration à Châtenois, Vittel, Baudricourt, Rouvres-en-Xaintoix, Bulgnéville[25],
- Camping l'arc en ciel.

#### Commerces
- Commerces et services de proximité[26].

## Population et société

### Démographie

#### Évolution démographique
À partir de 1496, grâce aux comptes de la prévôté de Châtenois, dont quelques-uns sont conservés aux archives de Meurthe-et-Moselle, on peut suivre les variations démographiques à La Neuveville.
Au XVIe siècle, la population monte rapidement, puis diminue progressivement jusqu'en 1596, époque à laquelle elle est presque anéantie.
Pendant le XVIIe siècle, elle reste stationnaire, les guerres de Lorraine ne l'affaiblissent pas davantage, mais elles empêchent le village de se relever de ses ruines.
Avec le XVIIIe siècle, la prospérité renaît à la Neuveville et, dans toute la Lorraine, le nombre des habitants s'accroît dans des proportions étonnantes.
Le XIXe siècle est une période de décadence continue dont l'arrêt n'a pu être constaté au XXe, au début duquel l'abbé Petitjean - historien local - croyait percevoir un frémissement capable, espérait-il, de provoquer un redressement démographique.
Dans le compte du receveur de Châtenois et Neufchâteau pour l'année 1496, il est dit qu'il y a 44 conduits à La Neuveville, mais le rôle des contribuables n'existe pas.
En multipliant le nombre des conduits par six, ce qui est la moyenne de l'époque, on a 264 habitants, hommes, femmes, enfants. À ce chiffre, il faut ajouter les exempts avec leur famille, c'est-à-dire le maire et les gens de justice, le curé, le saulnier, les pâtres, les militaires au service du duc, les nouveaux mariés, les mendiants, soit environ 35 personnes. Les veuves, les garçons et les filles majeurs payaient seulement l'impôt d'un demi-conduit.
En 1507, la population de La Neuveville a diminué de 6 conduits 1/2 (soit environ 40 habitants) depuis 1496. Le compte de 1532 n'y accuse plus que 39 conduits, soit une diminution de 70 habitants en dix ans.
Avec environ 435 habitants, c'est le maximum qu'elle ait atteint avant le XVIIIe siècle. Mais à partir de cette époque, elle diminue sans cesse.
Pour 1668 (avec 16 conduits 1/2), la multiplication de ce nombre des conduits par cinq, ce qui est la moyenne de l'époque, avec ajout des exempts, permet d'évaluer la population de La Neuveville à 110 habitants.
|                          | 1496 | 1507       | 1512 | 1522 | 1532 | 1545 | 1556 | 1562 | 1572 | 1574 | 1584 | 1586 | 1596       |
| ------------------------ | --- | ---------- | ---- | ---- | ---- | ---- | ---- | ---- | ---- | ---- | ---- | ---- | ---------- |
| Nombre de conduits       | 44 | 37 et demi | 49   | 51   | 39   | 42   | 59   | 67   | 51   | 41   | 54   | 40   | 16 et demi |
| Population approximative | 264 | 260        |      |      |      |      |      | 435  |      |      | 360  |      | 120        |
|                          | Le nombre de "conduits" est à multiplier par 6, qui est la moyenne de l'époque, selon l'historien local, l'abbé Petitjean. |            |      |      |      |      |      |      |      |      |      |      |            |

|                          | 1668 | 1703 | 1736 | 1753 | 1788 |
| ------------------------ | --- | ---- | ---- | ---- | ---- |
| Nombre de conduits       | 16 et demi | 20   | 81   | 93   | 110  |
| Population approximative | 110 |      |      |      |      |
|                          | Le nombre de "conduits" est à multiplier par 5, qui est la moyenne de l'époque, selon l'historien local, l'abbé Petitjean. |      |      |      |      |

Le village va passer de 20 "habitants" (on désigne ainsi, à cette époque, les feux ou ménages) en 1703, à 81 en 1736 : 27 laboureurs, 33 artisans ou manœuvres, 9 veufs, 6 garçons, 6 feux exempts, soit une population d'environ 350 habitants.
La population comptait en 1785, 110 ménages, 473 habitants dont 315 communiants et 158 enfants en dessous de douze ans.
Il y avait 578 habitants en 1826. C'est là le plus haut chiffre que le village ait jamais atteint.

L'évolution du nombre d'habitants est connue à travers les recensements de la population effectués dans la commune depuis 1793. Pour les communes de moins de 10 000 habitants, une enquête de recensement portant sur toute la population est réalisée tous les cinq ans, les populations de référence des années intermédiaires étant quant à elles estimées par interpolation ou extrapolation. Pour la commune, le premier recensement exhaustif entrant dans le cadre du nouveau dispositif a été réalisé en 2007.

En 2022, la commune comptait 368 habitants, en évolution de −2,65 % par rapport à 2016 (Vosges : −2,96 %, France hors Mayotte : +2,11 %).
| 1793 | 1800 | 1806 | 1821 | 1831 | 1836 | 1841 | 1846 | 1856 |
| ---- | ---- | ---- | ---- | ---- | ---- | ---- | ---- | ---- |
| 469  | 494  | 529  | 571  | 568  | 567  | 538  | 547  | 511  |

| 1861 | 1866 | 1876 | 1881 | 1886 | 1891 | 1896 | 1901 | 1906 |
| ---- | ---- | ---- | ---- | ---- | ---- | ---- | ---- | ---- |
| 502  | 479  | 468  | 447  | 421  | 415  | 418  | 410  | 402  |

| 1911 | 1921 | 1926 | 1931 | 1936 | 1946 | 1954 | 1962 | 1968 |
| ---- | ---- | ---- | ---- | ---- | ---- | ---- | ---- | ---- |
| 441  | 366  | 431  | 472  | 442  | 415  | 392  | 373  | 338  |

| 1975 | 1982 | 1990 | 1999 | 2006 | 2007 | 2012 | 2017 | 2022 |
| ---- | ---- | ---- | ---- | ---- | ---- | ---- | ---- | ---- |
| 368  | 373  | 374  | 326  | 356  | 360  | 383  | 377  | 368  |

### Enseignement
Établissements d'enseignements :
- Écoles maternelles et primaires à La Neuveville-sous-Châtenois, Houécourt, Dombrot-sur-Vair, Châtenois, Gironcourt-sur-Vraine, Saint-Remimont.
- Collèges à Châtenois, Mandres-sur-Vair, Vittel, Contrexéville, Neufchâteau.
- Lycées à Mandres-sur-Vair, Contrexéville, Neufchâteau.

### Santé
Professionnels et établissements de santé :
- Médecins à Châtenois, Vicherey, Bulgnéville, Vittel, Contrexéville[32].
- Pharmacies à Châtenois, Gironcourt-sur-Vraine, Bulgnéville, Vicherey, Vittel[33].
- Hôpitaux à Vittel, Neufchâteau, Mattaincourt, Mirecourt[34].

### Cultes
- Culte catholique, Paroisse et fabrique de La Neuveville-sous-Châtenois, Paroisse Saint-Jean-Baptiste-au-Pays-de-Châtenois[35], Diocèse de Saint-Dié.

## Toponymie
Le nom de la localité est attesté sous les formes Novavilla (avant 1192) ; La Nueveville desouz Chastenoy (1287) ; La Neufville desoub Chastenoy (1306) ; La Nueveville (1321) ; La Nueuveville desous Chaistenoy (1326) ; La Noveville, la Nuefveville, Nueuveville (1426) ; La Nuefville soubz Chatenoy (1441) ; La Neweville dessoub Chastenoy (1475) ; Neufville devant Chastenoy (1530) ; La Neufveville (1577) ; La Neuville (1594) ; La Neufville (XVIe siècle) ; Neuville sous Chastenoy (1656).

L'ajout de l'article est donc attesté dès le XIIIe siècle.
Le toponyme signifie « nouveau village » : il est caractéristique de l'implantation d'un « nouveau domaine » au Moyen Âge.
La Neuveville est au Sud-Est de Châtenois.

## Histoire
- Xe siècle : le village du « Haut du Mont », est ruiné par les Hongrois. Un nouvel habitat s'implanta en contrebas (La Neuveville, Nova Villa), en partie sur la route de Châtenois (à l'ouest), et en partie sur une hauteur dominant le Vair, formant ainsi à l'origine deux hameaux bien distincts.
- Période de développement assez rapide s'expliquant par un calme relatif dont jouirent les campagnes environnantes (seigneurs moins belliqueux) et des épidémies de courte durée : au XIIe siècle, d'après l'historien Digot, une certaine aisance régna dans les villages de Lorraine.
- Vers le milieu du XIIIe siècle, La Neuveville, assez importante pour former une paroisse, bâtit une église qui donne d'une manière approximative le chiffre de la population d'alors. La nef avait 36 pieds de longueur et 22 de largeur, on y comptait 120 places dans les bancs. La population pouvait donc s'élever à 180 ou 200 habitants.
- Un demi-siècle plus tard, en 1306, le duc Thiébaut II, de concert avec le maître de la Baillie du Temple de Lorraine, établit à "La Nueveville desouz Chastenois" un marché le mardi de chaque semaine "sous la Haulle", et une foire par an "lou jour devant la vigile de feste Notre Dame". Cette halle se trouvait au hameau de la route (à l'endroit qui s'appelle encore aujourd'hui la rue de la Halle) qui était le centre commercial du village, alors que l'autre hameau était le centre religieux.
- Pendant les XIVe et XVe siècles (époque de l'affranchissement que, par une habile politique, les ducs de Lorraine accordèrent volontiers à leurs sujets), la population de La Neuveville s'accrut environ d'un tiers. Il n'est pas possible de retrouver l'identité des habitants de La Neuveville à une époque aussi reculée. Cependant :
  - Il y avait une famille Masson. Un de ses membres, Mengin Masson, originaire de La Neuveville, s'établit à Neufchâteau dont il devint maire. Il fut anobli en 1481 par René II, probablement en raison des services qu'il avait rendus au duc dans sa lutte contre Charles le Téméraire, dont on connaît les invasions en Lorraine et la mort sous les murs de Nancy.
  - Vers la même époque, vivait à La Neuveville un certain Jean Méhy. Né à Houécourt en 1344, il y avait habité cent ans, puis était venu se fixer ici. En 1464, il dépose dans un procès entre les ducs de Lorraine et les habitants de Houécourt au sujet des droits seigneuriaux. Il était plus à même que tout autre de renseigner sur les usages du passé.

### AuXVIesiècle(1496-1596)
En 1507, les noms des contribuables de La Neuveville sont connus :
Nicolas MUSNIER, Mengin CANOT, Jehan VARNIER, Jehan REGNAULT, Mengin CAUBELLET, Clément VARNIER, Mengin PERNOT, Didier LENGLOIS, Mengenot VOSGIEN, Parisot VATHIER, Jehan CAUBELLET, Nicolas MARCHAL, Pierre HENRY, Symon VOSGIEN, Jehan VAGNIER, Thouvenot GARDEUX, Mengin THIERY, Jehan DELAU, Didier BOUSSARD, Mengin VILLE, Nicolas CABLEY, Jehan MALGRAS, Jehan DESBOEUFS, Jehan FERRY, Jehan MARAUT, Simon CAUBELLET, Jehan THOUVENEL, Thouvenel GARDEUX, DESDOT, FREDAULT, PATENOSTRE, ESTIENNE, Jacquot JOC, MENGEL, les veuves THOUVENEL, GAUBY, DIDIER, JACQUOT, LALLEMAND, VANIER, Mengin VANIER.
La population y a diminué à cause du double fléau de la famine et de la peste qui ravagea alors le pays. D'après l'historien Digot, des pluies torrentielles détruisirent les semailles en l'an 1500, provoquant la disette, suivie d'une contagion très meurtrière.
La Neuveville, qui se relève au cours des années suivantes, sous le règne du « bon » duc Antoine (soucieux d'accroître la prospérité de son peuple en prévenant la guerre), n'est pas épargnée par la nouvelle épidémie de peste en Lorraine (à partir 1522 et années suivantes).
L'année 1531 fut particulièrement désastreuse pour les habitants de La Neuveville. Le 29 mai de cette année, ils adressent une supplique au duc de Lorraine. Le receveur de Châtenois consulté l'appuie en ces termes :
"Je vous avertis que depuis un an et demi environ, la mortalité est la plupart du temps à ladite Neufville et est encore aujourd'hui. Il est vrai que les suppliants sont sans faire leurs prouffits es affaires qu'ils ont ez mains, que les marchés sont fort délaissés en ce lieu pour cause de ladite mortalité, et me semble bien leur faire grâce et leur quitter quelque petite portion de ce qu'ils doibvent."
Le 7 juillet, après avoir pris l'avis de la Chambre des Comptes, le cuc Antoine remet aux habitants la somme de 15 francs, soit la moitié de ce qu'ils doivent pour l'aide Saint Rémy.
Au cours des années suivantes, la population de La Neuveville augmente considérablement au point d'atteindre un maximum d'environ 435 habitants, avant le XVIIIe siècle, en 1562, pour diminuer alors sans cesse à cause des ravages des protestants allemands, reistres ou lansquenets (parfois accompagnés de calvinistes français), qui par trois fois, de 1562 à 1577, envahirent la Lorraine, s'établirent au château de Vicherey, pour piller et rançonner les alentours. Les habitants de La Neuveville demandent une nouvelle exemption d'impôts en 1572 "à cause de la disette".
Après quelques années de tranquillité, la peste reparaît en Lorraine en 1585 et
La Neuveville subit même la première les atteintes du fléau. En 1593, tandis que les rôles des communautés voisines figurent avec une population encore assez considérable, seul celui de La Neuveville est absent, ce qui permet d'en conclure que La Neuveville est alors réduite à une extrême misère, et que les autres villages de la prévôté ne sont atteints et ruinés qu'après cette date. Le compte de 1596 fait connaître toute l'étendue du désastre causé à La Neuveville par la peste; Il ne reste plus que 16 conduits 1/2 
 Claude THOUVENEL, maire, exempt à cause de sa charge, Didier GARDEUX, Jean DE PARET, Claude CABLEY, Jean THOUVENEL, Claude THOUVENEL, Jean VILLAUME, Mengin THOUVENEL, Didier VAULDOT, Claude GARDEUX, Adam VOIRIN, Nicolas GUENEL, la veuve Mengin LANGLOIS, contribuable à l'aide ordinaire de Saint Rémy, Jean CABLEY, tabellion, Jean MOUGINOT, Jean VOITHIER, Florentin MOITESSIER, Jean LANGLOIS, contribuables aux aides extraordinaires.
Ainsi entre 1584 (360 habitants environ) et 1596 (120 habitants environ), les deux tiers de la population (soit 240) ont disparu : triste époque ! Il faudra plus d'un siècle pour que le village retrouve avec son ancien niveau de population, l'aisance et la tranquillité.

### AuXVIIesiècle(1596-1696)
Malgré la peste, en particulier dans la prévôté de Châtenois, le village de La Neuveville, si éprouvé, serait sorti de ses ruines, si l'ère de prospérité dans le duché (sous la gestion successive de Charles III et de son fils Henri II) avait duré plus longtemps, sans ces calamités : peste, famine, et guerre.
Des villages entiers furent anéantis, tel Surcelle sur le territoire d'Auzainvilliers. À La Neuveville, il ne restait plus que quinze familles, et la misère fut grande. Le 9 septembre 1635, le maire et les habitants "en corps de communauté" implorèrent la protection de Vierge Mère de Dieu, leur patronne, et établirent en leur église la « Confrérie du Rosaire ». Dans les trois derniers mois de cette année-là, ils empruntèrent 4500 Fr. barrois "pour subvenir aux affaires urgentes et nécessité de leur communauté, pour soulagement de leur communauté" et ces emprunts devaient se renouveler encore dans la suite. La charité de saint Vincent de Paul, qui recueillit et envoya deux millions de livres pour soulager tant de misères, s'exerça-t-elle auprès des Lorrains ? Toujours est-il que son nom demeura béni en Lorraine, de même que Richelieu fut un objet de malédiction.
De 1652 à 1661, les registres de baptêmes de La Neuveville ne signalent qu'une ou deux naissances chaque année.
Apparaissent sur le rôle des contribuables de La Neuveville en 1668 :
- Dominique GUENEL, Jacques HAUEL, Claude ADAM, Florentin COLLENOT, Jean GAUTHIER, Pierre PRIEUR, Barthélémy LAPOTRE, laboureurs;
- François MATHOUILLOT, Nicolas VOIRIN, Claude VOIRIN, Florentin PARNEL, Ory PERRIN, Nicolas VOIGNIER, manouvriers;
- Elisabeth VOIGNIER, Barbe ANTOINE, Gabrielle BONCOURT, Anne MATHIEU, Claude ANTHOINE, veuves;
- François CABLEY, Catherine POIROT, garçon et fille majeurs.
- Les exempts à cause de leur charge sont Christophe REMY, curé, Christophe PERRIN, élu, c’est-à-dire collecteur des impôts, Jean CABLEY, fermier du magasin à sel, François VUIDEL, Charles BOUCHER, Nicolas HARQUEL, cavaliers au service de S.A., HANSPETER, trompette des chevau-légers de S.A.
La population de La Neuveville peut alors être évaluée à 110 habitants.
Louis XIV, visitant le pays de Lorraine, vit combien il était pauvre et désert, et résolut d'y remédier en accordant des faveurs aux communautés, en encourageant l'agriculture, l'industrie, le commerce, et invitant les étrangers à s'y établir. Ceci explique la présence à La Neuveville de François MOINE, de Bourgogne, de Pierre OROSE, Jean ARNAUD, Pierre et Dominique REGNAULD, du Dauphiné, de Léonard CANCRE et Gabriel GERMAIN, du Limousin, etc. Malgré cela, la prospérité n'est pas revenue, pour preuve, selon le pouillé de 1689 : 
"Les paroissiens de La Neuveville sont au nombre de quinze, cinq desquels sont laboureurs et cultivent sur le bien d'autruy, le surplus sont manouvriers, tous assez pauvres chargés de dettes particulières et communalles de quelque vingt et un ou vingt deux mille francs."
Ce triste constat socio-économique à La Neuveville concernait la plupart des villages de Lorraine à la fin du XVIIe siècle.

### AuXVIIIesiècle(1696-1796)
Le XVIIIe siècle verra la résurrection démographique du village.
Le traité de Ryswick (1697) restitua la Lorraine à son Duc légitime, Léopold, qui rappela ses sujets expatriés et attira les étrangers remettre en culture les terres abandonnées. C'est alors que s'établirent à La Neuveville :
Michel BARROIS, du diocèse de Troyes, Germain MAIREL, de diocèse de Tarentaise, Jacques BONTUS, du diocèse de Gap, Louis SEGUIN, du diocèse d'Auxerre, Barthélémy TOTE, du diocèse de Langres, Barthélémy MARTIN, du diocèse de Saint-Jean-de-Maurienne, etc.
En même temps des privilèges furent accordés aux Lorrains qui se mariaient en Lorraine. De 1697 à 1720, on constate un grand nombre d'habitants des paroisses voisines se marier et se fixer ici : 
Humbert AUBRY de Vrécourt, Henri DORNY de Tiraucourt, Pierre DESCOT de Gironcourt, Claude et Joseph UTINEL d'Ollainville, Joseph EVROT de Removille, François GAUDE de Landaville, François EVRARD et François GILBERT de Bouzey, Didier PETITDIDIER de Vouxey, Etienne BASTIEN de Morville, Jean POCHE de Dombasle, Léonard GUILLERAY de Viocourt, Jean Charles MATHIEU, Nicolas JACQUIN, d'Attignéville, Nicolas BELLAMY, de Châtenois, etc.
Le précieux tubercule nommé « pomme de terre » n'était pas connu en 1703 à La Neuveville, puisqu'il ne figure pas dans l'énumération des récoltes sujettes à la dîme. Mais on l'y cultivait en 1745 et probablement depuis peu. En effet, le 3 décembre de cette année-là, le curé SIMONIN réclame la dîme des pommes de terre à Pierre PERRIN, fermier des Dames de Poussay, et le tribunal de Mirecourt lui donne gain de cause. D'après la traduction, ce serait Jean GENIN (venu de Belligny vers 1760) qui aurait vulgarisé l'emploi de la pomme de terre comme nourriture domestique.
Lors de la guerre de la Succession d'Autriche périt Joseph COLLENOT de La Neuveville.
Les documents d'époque permettent de se faire une idée de la situation du village en 1753, quand Philippe JACQUIN de Neufchâteau réclame le remboursement d'un emprunt de 1638. Les habitants adressent une supplique au chancelier, disant qu'ils n'ont rien récolté cette année, qu'ils vivent de l'avoine qu'ils achètent à crédit, qu'ils sont en plus chargés d'une compagnie de hussards hongrois au service de la France. Ils demandent donc un sursis de deux années, sinon l'autorisation de louer leurs pâquis communaux. On leur accorde le droit de louer pour payer le sieur JACQUIN et employer le reste aux besoins les plus pressants de la communauté.
Malgré la guerre de Sept Ans, ses nouvelles levées d'hommes et ses nouvelles réquisitions, les récoltes furent plus abondantes : la population de La Neuveville ne cessait d'augmenter. Bientôt il ne fut plus possible à l'instituteur de recevoir les élèves dans son logis. La communauté se décida à construire en 1779, une maison d'école dans la rue de l'Église, (occupée environ un siècle plus tard par Charles BRUNCHER, contemporain de l'abbé Petitjean), tout en conservant la classe dirigée par un sous-maître à la rue du Pont, dans une maison louée à cet effet. L'église, elle-même, était devenue trop étroite pour une population, en 1785, de 473 habitants. Chaque dimanche, plus de cent personnes devaient rester dehors et suivre l'office dans le cimetière. Après bien des pourparlers avec le Chapitre de Poussay, décimateur du lieu, une nouvelle église fut construite et bénite en 1790.
Avec la Révolution commencent les guerres de la République et de l'Empire qui devaient durer 25 ans. Ce fut une époque glorieuse pour les armes, mais désastreuse pour les campagnes. Ici comme ailleurs des cultivateurs en grand nombre furent appelés sous les drapeaux, et beaucoup n'eurent pas le bonheur de revoir leur pays.
Les uns tombèrent sur le champ de bataille, comme le capitaine Jean Claude GOURDOT, tué en Espagne, le sergent Laurent GOURDOT, son frère, tué à Wagram. Les autres moururent dans les hôpitaux : Joseph TOTE à Sedan, Jean Claude GOMY à Lintz en Autriche, Hubert D'HABIT à Landau. D'autres enfin disparurent sans qu'on puisse indiquer le lieu et le genre de leur mort : Christophe et Charles BONNARD, Joseph BOUCHER, Claude François COLNOT,François CHERRIER, Claude LHOTTE, Etienne PERRU, François ROMAIN, etc.
Le recensement de La Neuveville en 1820 contient cette phrase tristement significative : "Il y a encore 30 militaires dont on ne peut justifier l'existence." 
D'autre part, des réquisitions sans cesse renouvelées, épuisèrent le pays. Elles furent d'autant plus dures pour les habitants de La Neuveville que la caisse communale était vide, depuis le procès pour le curage du Vair qui dura seize ans et lui coûta une somme énorme. Il y eut vraiment ici, comme il est dit dans certains papiers de l'époque, "des années de détresse".
On s'étonne alors que le chiffre de la population ait continué de s'accroître, pour atteindre un maximum de 578 en 1826. On conçoit que le conseil municipal ait eu cette année l'intention d'agrandir l'église. Il ne le fit pas, et il eut raison sans le savoir : la population allait diminuer d'un tiers au cours du XIXe siècle.

### AuXIXesiècle(1796-1896)
Le XIXe est marqué par la désertion des campagnes, et le village de La Neuveville a subi le sort des autres. Quelle est donc la cause de cette diminution constante ? Ce n'est pas la guerre, même celle de 1870, qui n'a enlevé personne à La Neuveville ; ni les épidémies : Le choléra de 1854 (du 19 juillet au 5 septembre) fit 32 victimes, mais rien en comparaison des ravages qu'il fit à Dombrot, Châtenois, Houécourt.
L'abbé Petitjean y voit, dès avant 1914, d'autres causes :
1°) le développement considérable de l'industrie, l'attraction de l'usine où l'on gagne vite et beaucoup, mais souvent au détriment de la santé ;
2°) l'extension du commerce qui exige des vendeurs, des comptables, des voyageurs, aussi bien que des employés de chemins de fer pour l'expédition des marchandises ;
3°) le fonctionnarisme qui absorbe un nombre considérable d'individus pour les postes, l'enseignement, et toutes les branches de l'administration ;
4°) la baisse de la natalité dans les familles.
C'est sur cette diminution que gémissait Louis PIERSON : 
"Je constate, écrivait il en 1896, qu'il n'y a plus à La Neuveville que quinze familles ayant plus de trois enfants, tandis qu'il y a trente ans les familles de huit enfants étaient loin d'être rares."
Il semble que le XXe siècle doive arrêter cette décadence. L'établissement de la verrerie de Gironcourt en 1902 a amené dans le pays de nombreuses familles ouvrières. Les maisons désertes de La Neuveville ont été occupées après celles de Houécourt, l'ancienne brasserie a été transformée en cité où les nouveaux arrivants demeurent jusqu'à ce qu'ils puissent se rapprocher de l'usine.
La Neuveville comprend donc à l'heure actuelle une double population : celle du village qui est stable et compte environ 420 habitants, celle de la cité ouvrière sans cesse renouvelée et qui compte une vingtaine de familles avec 150 habitants.
De plus l'engouement pour la ville semble diminuer. La vie y est fort cher, l'air plus ou moins respirable. Les ouvriers embrigadés dans leurs syndicats n'ont pas plus de liberté que des fonctionnaires. À la campagne, au contraire, on trouve l'indépendance, l'air pur, des récoltes dont la moyenne est satisfaisante, ce qui console de bien des fatigues. Parfois, comme ici, l'élevage du bétail qui est dans son ensemble d'un bon rapport, surtout à l'heure actuelle (en 1907), vient encore accroître les ressources et le bien être des habitants.

## Héraldique
| Blason | Blasonnement : D'azur au pont à une arche d'argent maçonné de sable, chargé en cœur d'un écu de gueules aux lettres majuscules L et N d'or, accompagné en chef d'un rameau de chêne d'or et d'un franc-quartier à senestre d'or à la bande de gueules chargée de trois alérions d'argent. Commentaires : Le pont et l'écusson sont caractéristiques de la localité. Le rameau de chêne évoque les forêts et le franc-quartier la Lorraine,. |

## Lieux et monuments

### L'église de la Nativité-de-Notre-Dame
Lorsqu’en 1789, le Chapitre de Poussay refusa de démolir entièrement l’église de La Neuveville, il ne pensait pas que son obstination servirait un jour à ceux qui voudraient en faire l’histoire. Sans doute sait-on par ailleurs que cette église était fort ancienne, et même d’après certains documents « l’une des plus anciennes de la contrée ». On peut supposer également que si le village avait déjà une certaine importance, il formait une paroisse avec son église et son curé. Mais les suppositions ne valent pas les preuves.
Or, ce qui reste de l’ancienne église, le chœur, permet de fixer l’âge de l’édifice primitif et de la paroisse elle-même. À l’intérieur, la voûte sur croisée d’ogives, les colonnes et ce qui reste des chapiteaux mutilés, à l’extérieur l’appareil, les contreforts, la petite croix romane qui domine, disent clairement que l’ancienne église de La Neuveville appartient à la période de transition, qu’elle a été bâtie au XIIe siècle ou au début du XIIIe.
Au XVIIIe siècle, la population La Neuveville s’accrut au point de nécessiter la construction d’une église ou du moins d’une nef nouvelle pour la contenir. À peine l’eau bénite, cette église fut privée par la Révolution de son pasteur légitime, dépouillée de ses vases sacrés, de ses ornements, de ses cloches, puis fermée.
quant à la liste des curés...

### Autres lieux et patrimoines
- Patrimoine rural recensé par le service régional de l'Inventaire général du patrimoine culturel[40].

Puits - pompe à eau.
Fontaine-abreuvoir de la rue Brulée.
- Monument aux morts[43],[44].

## Administration au temps des Ducs de Lorraine
Dans le partage de l'empire de Charlemagne en 855, l'ancien royaume d'Austrasie échut à Lothaire II, d'où le nom de Lotharingie ou Lorraine. D'abord indépendant, le nouveau royaume, à la suite des guerres civiles qui le déchirèrent, fut réuni à la France, puis à l'Allemagne.
Pour administrer plus facilement, l'empereur Othon le divisa en 2 duchés, celui de Basse lorraine au nord et de la Haute Lorraine au midi.
C'est le duché de Haute Lorraine dont fait partie le village qui a conservé à travers les siècles le nom de Lorraine.
Son histoire commence en 1048, avec Gérard d'Alsace, à qui l'empereur Henri III le donna à titre héréditaire. Les descendants devaient le gouverner pendant 7 siècles pour aller ensuite régner à Vienne en Autriche où ils sont encore.
Gérard d'Alsace possédait des biens considérables dans notre pays ; il résidait à Châtenois, où il avait un château et un bourg fortifié. La proximité de Châtenois, nous explique la souveraineté des Ducs de Lorraine sur La Neuveville et aussi les faveurs qu'ils lui accordèrent.
Nous savons qu'en 1306, le duc Thiébaut II y établit foires et marchés et tout porte à croire que La Neuveville fut un des premiers villages affranchis sur les terres ducales.
La Neuveville, comme toute la prévôté de Châtenois, faisait partie du bailliage de Vôge dont le siège était à Mirecourt.
Le XVIIIe siècle vient modifier cette situation au point de vue administratif.
Déjà en 1698, Léopold avait établi à la place des anciennes divisions, 17 bailliages parmi lesquels celui de Neufchâteau, mais du moins la prévôté de Châtenois continuait d'exister quoique amoindrie, dépendant toujours du bailliage de Vôge. L'édit du 30 juin 1751 la supprima tout à fait, et de ce jour La Neuveville releva directement du bailliage de Neufchâteau.
À la mort de Stanislas, le 23 février 1766, le duché de Lorraine cessait d'exister. Il était réuni à la France en conservant ses anciennes divisions sous le nom de Généralité ou d'Intendance de Nancy.
En 1783, La Neuveville fut acensée (c'est-à-dire donnée à bail) à Esprit Claude Pierre de SIVRY, président au parlement de Nancy. Le village qui n'avait eu jusque-là d'autre seigneur que son souverain, le duc de Lorraine, puis le roi de France eut (comme Houécourt, Bouzey et quantité de lieux) dès lors 2 maîtres : Pierre de SIVRY pour les droits seigneuriaux, Louis XVI pour les droits souverains.
L'Assemblée Nationale donna à la France en 1790 une nouvelle organisation administrative. La commune de La Neuveville fit partie du canton de Châtenois, du district de Neufchâteau, du département des Vosges.
La division actuelle a été créée par la loi du 28 pluviôse an VIII (17 février 1800); depuis cette époque La Neuveville dépend du canton de Châtenois, de l'arrondissement de Neufchâteau et du département des Vosges.
En 1832, il fut question de supprimer la commune de La Neuveville et de la réunir à celle de Houécourt ; mais les conseillers municipaux dans leur séance du 28 avril, répondirent au préfet que si l'on considérait les communications, l'exercice du culte, le chiffre et l'esprit de la population, les ressources financières, l'instruction primaire, les avantages d'une administration locale, tout en un mot, il fallait renoncer à cette idée. Et le préfet y renonça.

### Le Bailli
Le village de La Neuveville dépendait avant 1751 du bailliage de Vôge dont le siège était Mirecourt, puis du bailliage de Neufchâteau.
Le bailliage de Vôge était très étendu puisqu'il comprenait les prévôtés de Châtenois, Mirecourt, Remoncourt, Dompaire, Valfroicourt, Darney, Bruyère, Arches et Charmes. Au XVIIIe siècle, il perdit beaucoup de son importance : Darney, Bruyères, Charmes et Arches, une partie de la prévôté de Châtenois devinrent des bailliages ou furent rattachés à d'autres.
Parmi les baillis de Vôge dont le nom peut intéresser le village de La Neuveville, on citera : 
- en 1528 : Antoine, seigneur de Ville et de Removille, admodiateur de La Neuveville des terres de l'Abbaye de Saint Martin de Metz.
- en 1581, Claude de Rinach, seigneur de Saint Baslemont, admoniateur de ces mêmes terres
- de 1618 à 1672, en dehors des années de l'occupation française : George AFRICAN de Bassompierre, marquis de Removille, du Châtelet, de Baudricourt, etc.
- en 1720 : Etienne, comte de Stainville, qui donne gain de cause à la communauté de La Neuveville contre un de ces créanciers.

Après le bailli, venait le lieutenant général. Il aidait le bailli et le remplaçait en son absence.
On citera par exemple :
- à Mirecourt, en 1746 Louis Pierre ALBA, seigneur de Ravon et de Villers qui vend ses terres de La Neuveville à Claude LARCHER de Houécourt
- à Neufchâteau, de 1765 à 1781, Claude SAUVILLE qui vend à Claude GOURDOT un gagnage de cinq paires à La Neuveville, puis Jean Claude CHERRIER qui fut élu député aux États Généraux.

Après le lieutenant général, nous trouvons le lieutenant particulier qui venait en aide au premier. C'est ainsi qu'en 1790, Joseph Daniel MAIRE exerce les fonctions du lieutenant général député à l'Assemblée nationale.
Il y avait ensuite un assesseur et quelques conseillers appelés autrefois échevins. Claude QUINOT qui fut président du directoire du département des Vosges, qui acheta le presbytère de La Neuveville pendant la Révolution, s'y établit et le revendit à la commune en 1803, avait été assesseur au bailliage de Neufchâteau.
Il y avait enfin le procureur général et son substitut. Parmi les procureurs, on citera : 
- Louis MALCUIT dépossédé de sa charge par Louis XIII en punition à sa fidélité au Duc Charles IV et dont la petite fille avait épousé Jean Joseph CABLEY, avocat demeurant à La Neuveville.
- Georges le LIEPVRE

Parmi les substituts, on nommera Nicolas GEGOUT, originaire de La Neuveville, qui vend en 1588 à Christophe BASSOMPIERRE les terres qu'il possédait ici.
Sans parler des avocats, des huissiers, des sergents, des notaires, on fera seulement remarquer qu'à part le bailli et ses lieutenants, les autres officiers du bailliage exerçaient des fonctions plutôt judiciaires.

### Le Prévôt
La Neuveville fait partie de la prévôté de Châtenois jusqu'à sa suppression en 1751. D'abord très étendue puisqu'elle comprenait les cantons actuels de Châtenois, Bulgnéville, Neufchâteau et Coussey, la prévôté de Châtenois fut considérablement réduite en 1698, quand fut créé le bailliage de Neufchâteau.
Au début du XVIIe siècle : Jean, puis Claude GUENEL sont les portes enseigne de la prévôté de Châtenois. On conçoit que le prévôt n'ait pas toujours à se louer de soldats levés sans aucune préparation. Dans la Guerre des Rustauds, en 1525, le Duc Antoine fut si mécontent de l'indiscipline des contingents de Châtenois et de Dompaire qu'il les renvoya dans leur pays.
Parmi les prévôts de Châtenois, nous trouvons :
- en 1610, Jean HUOT
- en 1626 François VERNET de Neufchâteau, anobli par Henri II en 1611, qui est juge entre la communauté de La Neuveville et les chanoines de Toul décimateurs du lieu
- en 1665, Philippe Emmanuel VERNET
- en 1680 François VERNET, écuyer prévôt, capitaine et chef de police à Châtenois, parrain cette année de la grosse cloche de La Neuveville. Il avait épousé Anne Catherine FERRY de La Neuveville
- en 1730 Antoine ANDREU

Au-dessous du prévôt se trouvait son lieutenant, tel en 1674 Jean ANDREU.
Avec le prévôt et son lieutenant, il y avait un assesseur, un substitut du procureur général. Jean Joseph CABLEY (1670-1723) avocat à la cour, demeurant à La Neuveville, exerça longtemps cette charge de substitut du procureur de Vôge en la prévôté de Châtenois.

### Le Mayeur ou Maire

#### A l'affranchissement du village
Châtenois fut affranchi en 1261. En 1306 le Duc Thiébaut II établit à La Neuveville foires et marchés. On peut conclure que le village obtint son affranchissement entre ces deux dates.
La Neuveville est alors une communauté qui possède les forêts et les terres données par son seigneur, qui s'administre sous le contrôle des officiers du prince : le prévôt de Châtenois, et le bailli de Vôge.
À sa tête, se trouve le Mayeur qui a des pouvoirs très étendus.
Chaque année, vers la Saint-Martin, a lieu le plaid annal. Le dimanche précédent, à la sortie de la messe paroissiale, le maire prévient les habitants, du jour, du lieu et de l'heure où se tiendra le plaid. Ce lieu était pour La Neuveville, la place actuelle de « la Croix ». Tous doivent s'y trouver sous peine d'amende.
Il doit à son tour rendre compte de son administration, de sa gestion des biens communaux. Après cela, et chaque année, a lieu l'élection par les habitants de nouveaux fonctionnaires : maire, échevin, sergent, greffier, bangard et forestiers, et la prestation du serment. " Le maire qui sort de charge, dit un ancien compte de La Neuveville (1667), reçoit le serment de celui qui entre en icelle."
À partir de 1615, les impôts sont levés par l'élu et non plus par le maire, en attendant l'institution au siècle suivant des asseyeurs et collecteurs.
En 1665, le Duc Charles IV lui enlève du moins dans la prévôté de Châtenois, l'administration de la justice en matière civile.
En 1666, le prévôt de Châtenois voulut créer le maire à La Neuveville, mais les habitants s'y opposèrent et eurent gain de cause à la Chambre des Comptes.

#### AuXVIIIesiècle
Avec le XVIIIe siècle, à la suite de l'occupation française, le contrôle du pouvoir ducal s'imposa davantage dans l'administration des communautés. Avec l'ordonnance de 1707 complétée par celle de 1753, le Duc enleva définitivement aux habitants qui l'exerçaient encore le droit de créer chaque année le maire et autres officiers municipaux. Ceux-ci, nommés par le prévôt, étaient tenus d'accepter et de prêter serment au chef-lieu de la juridiction lorsqu'ils en étaient requis.
On lit par exemple dans le compte de 1717 :  aux prévôts, substitut et greffier de Châtenois : 3 livres pour création du maire.
Après suppression de la prévôté en 1751, ce fut au bailliage de Neufchâteau qu'il appartient de créer les fonctionnaires de La Neuveville. Le plaid annal continuait cependant d'exister.
L’édit du 8 janvier 1787 créa des assemblées provinciales tenues à Nancy, les assemblées du district tenues à Neufchâteau, et réorganisa les assemblées communales.
On pensait alors que les assemblées des villages étaient trop nombreuses. On substitua donc aux réunions tumultueuses de toute la communauté, un conseil composé de 3 ou 6 membres suivant les lieux, élus par tous les propriétaires âgés de plus de 25 ans, du seigneur, du curé, du greffier, et d’un syndic également élu, qui devait savoir lire, écrire, et appartenir à la première classe des contribuables.
L’assemblée municipale de La Neuveville, réunie le 19 octobre 1788 « en la maison curiale », comprenait l’abbé RELLOT, curé-président, M. NINOT, prêtre, Claude GOURDOT, Joseph AUBRY, Claude MATHIEU, François PERRIN, syndic et Jean Baptiste SYLVESTRE, greffier.

#### Sous laRévolution
Les assemblées municipales n’eurent qu’une existence éphémère. Du moins, elles eurent l’honneur de travailler à la formation des États Généraux.
Au mois de mars 1789, le maire Claude MATHIEU réunit les habitants du village, avertis au prône par le curé : il invita tous les citoyens âgés de 25 ans et contribuables à rédiger leur cahier de doléances et à nommer un délégué par cent feux pour le porter à Neufchâteau, chef lieu du bailliage et concourir à l’élection des futurs députés.
Quant aux délégués, on choisit le syndic, le greffier : François PERRIN et Jean Baptiste SYLVESTRE.
Ces délégués réunis avaient pour mission de réduire en un seul tous les cahiers de doléances du bailliage, puis de désigner le quart d’entre eux comme électeurs définitifs. La fusion des cahiers fut terminée à Neufchâteau en l’église des Cordeliers, le 28 mars. L’élection des députés aux États Généraux eut lieu peu après à Mirecourt pour les bailliages des Vosges. Tandis que la noblesse et le clergé choisissaient chacun deux députés, le Tiers-État en nommait le double parmi lesquels Jean Claude CHERRIER, lieutenant général au bailliage de Neufchâteau.
La même année, les États Généraux devenus l’Assemblée Nationale, créaient les conseils municipaux par la loi du 22 décembre. Celui de La Neuveville fut élu à la fin de janvier 1790. Il se composait du maire, Claude GOURDOT, du procureur, Jean Baptiste SYLVESTRE, du greffier Michel VOILQUIN, de cinq officiers municipaux, dont François PERRIN, de douze notables parmi lesquels Hubert D’HABIT, Jean  Claude DROUOT, Jean  Charles COLSON, Jean  François PIERROT, Jean  DURAND et Joseph AUBRY. L’ensemble de tous ces membres élus formait ce qu’on appelait alors le conseil général de la commune.
Comme tous les citoyens au début de la Révolution, ils étaient pleins d’ardeur pour la chose publique. Ils décidèrent qu’il se réuniraient le jeudi de chaque semaine dans la maison d’école, appelée depuis ce temps la maison commune.
En réalité, le conseil de La Neuveville eut beaucoup à faire à cette époque : la construction de l’église, de l’établissement de la garde nationale, des volontaires, des réquisitions, de l’organisation des archives communales, des registres de l’état civil, de la vente des biens nationaux, du partage des biens communaux, etc.
Avec l’année 1793, commence le régime de la Terreur. La loi du 21 mars établit dans chaque commune un comité de Salut Public ou de surveillance, composé de 12 membres. À leur tête se trouve l’agent national.
C’est lui aussi qui le 2 juin réunit les habitants sur la place devant la maison commune autour de l’Arbre de la liberté.
Le maire prend alors la parole et dit : « Vous jurez tous, ainsi que moi, de maintenir de tout pouvoir la liberté et l’égalité ou de mourir en les défendant. » A quoi tous les habitants l’un après l’autre ont répondu : « Je le jure ! » et chacun s’est retiré en criant « Vive la République ! ».
L’année 1795 mit fin pour un temps à la persécution religieuse, en même temps qu’elle apportait un changement considérable dans l’administration municipale. La loi du 5 fructidor an III (22 août 1795) supprima toutes les communes ayant moins de 5 000 habitants, et établit l’administration municipale du canton. Toutes les anciennes communes y étaient représentées par leur agent municipal : la réunion des agents municipaux des communes d’un canton formait la municipalité de ce canton.

#### Depuis 1800
C’est la loi du 28 pluviose an VIII (17 février 1800) qui a établi le régime de l’administration communale actuelle. Tout le monde connaît ses attributions. Disons seulement que de 1800 à 1871 et de 1874 à 1876, le maire et l’adjoint de La Neuveville étaient nommés par le préfet ; il pouvait même être choisis hors du conseil municipal, sauf de 1831 à 1852.

## Œuvres de bienfaisance avant 1907
La Maladrerie, première œuvre connue de bienfaisance ayant existé à La Neuveville, probablement au XIIIe siècle, se trouvait par crainte de la peste, éloignée au lieu-dit Le Pré Pernot.
L'état du temporel des paroisses de Lorraine et de Bar, dressé de 1703 à 1713, par Antoine Rice, curé de Rouceux, à la demande du duc Léopold mentionne un autre établissement : « Il y a dans ladite paroisse de La Neufville la rue du Pont, la rue de la Halle et la rue de Saussure qui sont comme différents hameaux qui ne forment pourtant qu'une communauté. Il y a dans la rue du Pont une chapelle de Saint-Nicolas que l'on appelle "hôpital" ». Cette chapelle était autrefois attachée à un hôpital du même nom.
Un Bureau de Charité ou des pauvres, a fonctionné également, fondé vers 1725 par le duc Léopold, et une confrérie des dames de  Charité fut établie à La Neuveville en 1807 par l'abbé Rellot. Le Bureau de Charité fut supprimé en 1828. L'Association des Dames de Charité, bien que ne disposant pas de ressources financières et d'aides de l'État, continua cependant son œuvre. Ses derniers comptes sont de 1845. Il est probable que cette époque marque l'époque de sa disparition.
Enfin, à la suite de la Révolution française, un Bureau de Bienfaisance fut institué conformément la loi du 7 frimaire an V (27 novembre 1796), et put se maintenir jusqu'au début du XXe siècle grâce à des  legs et donations, notamment de Lamotte en 1879 et de Pierson en 1896,,.

### Personnalités liées à la commune
- Médaillés de Sainte-Hélène[49].

## Pour approfondir